# Municipio de Austin (Minnesota)
El municipio de Austin (en inglés: Austin Township) es un municipio ubicado en el condado de Mower en el estado estadounidense de Minnesota. En el año 2010 tenía una población de 1004 habitantes y una densidad poblacional de 13,36 personas por km².

## Geografía
El municipio de Austin se encuentra ubicado en las coordenadas 43°37′22″N 92°59′31″O / 43.62278, -92.99194. Según la Oficina del Censo de los Estados Unidos, el municipio tiene una superficie total de 75.12 km², de la cual 75,12 km² corresponden a tierra firme y (0 %) 0 km² es agua.

## Demografía
Según el censo de 2010, había 1004 personas residiendo en el municipio de Austin. La densidad de población era de 13,36 hab./km². De los 1004 habitantes, el municipio de Austin estaba compuesto por el 97,11 % blancos, el 0,5 % eran afroamericanos, el 0,7 % eran asiáticos, el 0,5 % eran de otras razas y el 1,2 % eran de una mezcla de razas. Del total de la población el 2,99 % eran hispanos o latinos de cualquier raza.